# Ван ден Берг, Йоханнес
Йоханнес ван ден Берг (нем. Johannes van den Bergh; род. 21 ноября 1986, Фирзен, Германия) — немецкий футболист, защитник.

## Карьера
Йоханнес Ван ден Берг — немецкий защитник, родился в 1986 году. Почти сразу после начала карьеры начал сотрудничать с «Боруссией» из Мёнхенгладбаха. В академии клуба провел три года, прежде чем перешёл в «Байер», где два сезона играл за молодежную команду.
Профессиональный путь Йоханнес начал 16 сентября 2006 года, когда дебютировал в чемпионате страны за дубль все той же «Боруссии». Тогда он вышел на замену во втором тайме в игре против «Алеманнии», которая завершилась со счетом 2:4 не в пользу его команды. В 2009-м впервые появился на поле в матче Бундеслиги, сразу отметился голом в ворота дортмундской «Боруссии».
В 2009 году защитника-универсала переманили в «Фортуну». За три сезона он провёл 88 матчей, после чего вместе с клубом попал в Бундеслигу, в сезоне 2012/13 был игроком основного состава. В 2013 году игрок перебрался в «Герту». 30 июня 2016 года подписал контракт с клубом «Хетафе».